# كيسوكي هارادا
كيسوكي هارادا (باليابانية: 原田 圭輔) (11 يونيو 1988 في سابورو في اليابان – )؛ هو لاعب كرة قدم ياباني سابق كان يلعب كمدافع.

## وصلات خارجية
- كيسوكي هارادا على موقع رابطة كرة القدم اليابانية للمحترفين (اليابانية)
- كيسوكي هارادا على موقع قاعدة بيانات كرة القدم.إي يو (الإنجليزية)
- كيسوكي هارادا على موقع Soccerway.com (الإنجليزية)
- كيسوكي هارادا على موقع عالم كرة القدم.نت (الإنجليزية)
- كيسوكي هارادا على موقع كووورة